# Joseph Muscat
Joseph Muscat (Pietà, 22 gennaio 1974) è un politico e dirigente sportivo maltese, attuale presidente dell'Associazione dei club calcistici professionisti di Malta (MPFCA).
Esponente del Partito Laburista, è stato leader del partito dal giugno 2008 al gennaio 2020 e Primo ministro di Malta dall'11 marzo 2013 al 13 gennaio 2020.

## Biografia
Nato nel paese di Pietà il 22 gennaio 1974, Muscat ha studiato presso il St. Aloysius College e l'Università di Malta, dove si è laureato in management e politiche pubbliche nel 1996 e in studi europei nel 1997. Ha lavorato come giornalista radiofonico e televisivo e direttore del sito di informazione Maltastar. Ha lavorato inoltre come manager e come consulente finanziario. Nel 2007 ha conseguito un dottorato in management presso l'Università di Bristol.

## Carriera politica
Muscat ha iniziato l'attività politica all'interno dell'organizzazione giovanile del Partito Laburista, di cui fu tesoriere dal 1994 al 1997 e vicepresidente dal 1997. Tra il 1994 e il 2001 Muscat ha fatto parte dell'esecutivo nazionale del partito e tra il 2001 e il 2003 fu responsabile del partito per l'istruzione. Ha presieduto il congresso annuale del partito nel novembre 2003.
Nel 2003 Muscat è stato nominato membro di un gruppo di lavoro sulla posizione del Partito Laburista sull'Unione europea; il lavoro del gruppo ha contribuito all'abbandono della linea euroscettica osservata negli anni precedenti. Nel giugno 2004 Muscat è stato eletto membro del Parlamento europeo, ottenendo il migliore risultato tra i candidati laburisti. È stato nominato vicepresidente della commissione parlamentare per gli affari economici e monetari.

### Leader dell'opposizione (2008-2013)
Nel giugno 2008 Muscat è stato eletto leader del Partito Laburista, vincendo la concorrenza del futuro Presidente della repubblica George Abela. Nell'ottobre 2008 si è dimesso dal Parlamento europeo per subentrare ad un compagno di partito come membro del Parlamento maltese ed è diventato formalmente leader dell'opposizione.

### Primo ministro (2013-2020)
In seguito alla vittoria del Partito Laburista alle elezioni parlamentari del 2013, Muscat è entrato in carica come Primo ministro di Malta, il più giovane dal 1964, anno dell'indipendenza del paese dalla Gran Bretagna, l'11 marzo 2013. Il margine di vittoria ottenuto dal Partito laburista alle elezioni (55,1%) fu il più largo margine mai conseguito da un partito politico nella storia di Malta dal 1964, anno di indipendenza del paese dal dominio britannico. Muscat è stato il più giovane capo di governo dell'Unione europea fino alla nomina di Matteo Renzi. Il 1º gennaio 2017 assume la presidenza di turno del Consiglio dell'Unione europea che per la prima volta spetta a Malta. Il 3 giugno 2017 vince nuovamente le elezioni anticipate. Dichiaratosi a favore dell'introduzione dei matrimoni fra persone dello stesso sesso nell'isola, ha guidato il governo da lui presieduto all'indizione di un referendum che ha introdotto la norma nel luglio del 2017.
Il 1º dicembre 2019 ha annunciato l'intenzione di dimettersi dalle cariche da lui presiedute a seguito delle proteste suscitate dal coinvolgimento di alcuni ministri del suo governo (in particolare Keith Schembri, capo di gabinetto dell'esecutivo, il ministro del turismo Konrad Mizzi e il ministro dell'economia Chris Cardona) nello scandalo legato all'assassinio della giornalista Daphne Caruana Galizia. Ha quindi rassegnato formalmente le dimissioni da primo ministro e da leader laburista il 12 gennaio 2020, cedendo entrambe le cariche al suo successore Robert Abela. Il 5 ottobre dello stesso anno si è dimesso anche come membro del Parlamento, terminando la sua attività a 12 anni di distanza dalla prima elezione.

## Dirigente sportivo
Nel giugno 2022 Muscat torna a ricoprire una carica pubblica per la prima volta dopo le dimissioni, venendo eletto alla guida dell'Associazione dei club calcistici professionisti di Malta (MPFCA).

## Vita privata
Muscat è sposato e ha due figlie. Parla maltese, inglese e italiano.

## Controversie
Nel luglio 2021 una inchiesta pubblica ha ritenuto il governo presieduto da Muscat "indirettamente responsabile" della morte della giornalista Caruana Galizia, per non aver preso misure sufficienti per garantirne la protezione e per aver alimentato una "cultura dell'impunità" che ha favorito la diffusione della criminalità sull'isola. L'ex premier maltese ha accettato i risultati dell'inchiesta, nonostante abbia espresso "serie riserve" sulle sue valutazioni.